# لاين جنسن
لاين جنسن (بالدنماركية: Line Jensen)‏ هي تريثلت دنماركية، ولدت في 14 يناير 1981 في سيلكيبورج في الدنمارك.

## وصلات خارجية
- لاين جنسن على موقع اتحاد الترياتلون الدولي (الإنجليزية)
- لاين جنسن على موقع أوليمبيديا (الإنجليزية)